# Tektronix 4014

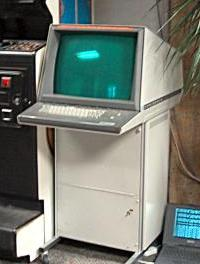
Tektronix 4014.

Tektronix 4014 var en i en serie för sin tid billiga grafiska datorterminaler, som presenterades i början av 1970-talet och fick stor spridning inom datorvärlden. Vid den tiden var datorminne och logik dyrt att tillverka, så dyrt att grafiska terminaler blev omöjligt dyra; det krävs mycket mer minne för att hålla en bild än en sida text, som i alfanumeriska terminaler, ofta mer än vad som fanns i de datorer som skulle driva grafiska tillämpningar. 
Tektronix lösning blev att låta bildminnet sitta i själva katodstråleröret istället för att lagra bildinnehållet i ett elektroniskt minne. Man tog helt enkelt ett bildrör man hade i sina minnesoscilloskop och förbättrade det, och byggde den nödvändiga logiken för att rita och skriva på det, och fick därmed ett obegränsat bildminne, men till priset av att hela skärmen måste raderas på en gång om man ville ändra något. Tektronix kallade tekniken DVBST, eller Direct View Bistable Storage Tube och hade stor framgång med den, tills halvledarminne hade sjunkit i pris såpass att de inte längre var lönsamma. 
2014 lever namnet 4014 mest kvar som en numera gammal standard för lagring av vektorbilder, och som emulering i till exempel Xterm under unixsystem. Många äldre grafikprogram kan ännu ge utdata i tektronixformat, till exempel gnuplot